# 李子敬 (元朝)
李子敬，陕西等处行中书省三原县（今陕西省三原县）人，元朝人。

## 生平
李子敬家富，喜欢周济穷人，帮助无力嫁女五十余家出嫁女儿，为五十余位无力丧葬之人安葬。焚烧债券四万余贯。有司将他的名声上报闻，朝廷旌表。